# Arsac-en-Velay
Arsac-en-Velay település Franciaországban, Haute-Loire megyében. Lakosainak száma 1216 fő (2022. január 1.). Arsac-en-Velay Coubon, Lantriac és Saint-Germain-Laprade községekkel határos.

## Népesség
A település népességének változása:
| Lakosok száma | 526  | 757  | 870  | 1065 | 1241 | 1224 | 1208 | 1193 | 1200 | 1216 |
|               | 1968 | 1982 | 1990 | 2006 | 2013 | 2015 | 2017 | 2019 | 2020 | 2022 |